# Ruth Schleiermacher

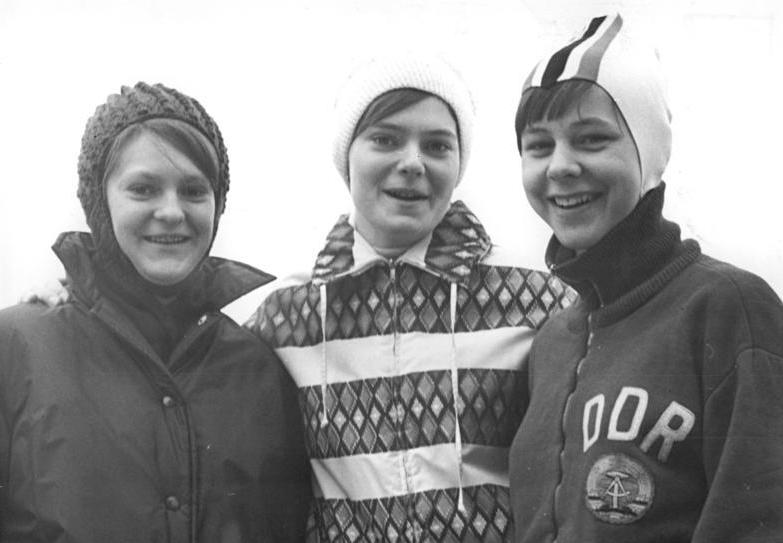
Sabine Klingbeil, Herlind Hürdler und Ruth Schleiermacher (rechts im Bild)

Ruth Schleiermacher, verheiratete Ruth Budzisch, (* 3. November 1949 in Wunsiedel) ist eine ehemalige deutsche Eisschnellläuferin, die zwischen 1966 und 1972 zahlreiche nationale und internationale Wettbewerbe gewinnen konnte.

## Leben und sportliche Entwicklung

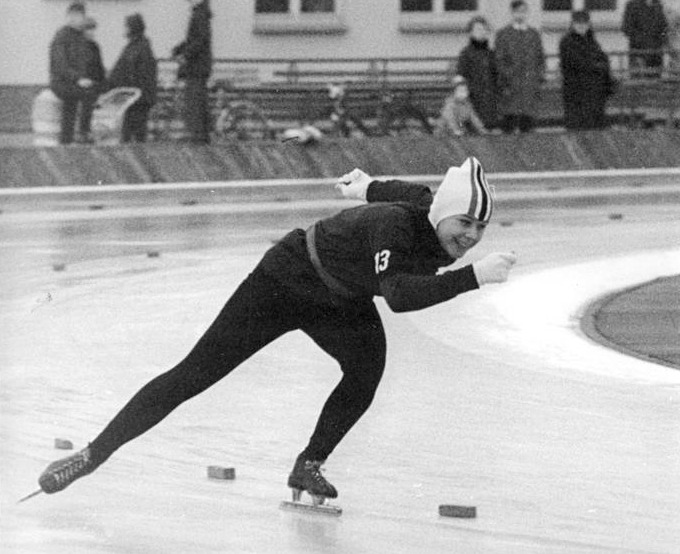
Schleiermacher bei DDR-Meisterschaften 1969

Im Rahmen der Sportförderung in der DDR wurde Ruth als Eisschnellläuferin frühzeitig entdeckt. In der Eisschnelllauf-Gruppe der Betriebssportgemeinschaft Motor Plauen entwickelte der Trainer Peter Zeller das Lauftalent bis April 1965. Danach wechselte Schleiermacher an den Sportstützpunkt des SC Dynamo Berlin, wo der Trainer Helmut Kuhnert mit ihr arbeitete. Gemeinsam konnten sie zahlreiche Wettbewerbe bestreiten und Erfolge erringen. Die Läuferin absolvierte vor allem die Distanzen 500 Meter bis 1500 Meter und zählte damit zu den Sprintern. In ihrer aktiven Zeit stellte sie einen offiziellen und zwei inoffizielle Weltrekorde auf sowie weitere 27 DDR-Rekorde. In den Jahren 1968 und 1972 zählte sie zu den DDR-Teilnehmern an den Olympischen Winterspielen. Mitte der 1970er-Jahre beendete Ruth Schleiermacher ihre sportliche Laufbahn. Sie lebt in Berlin.

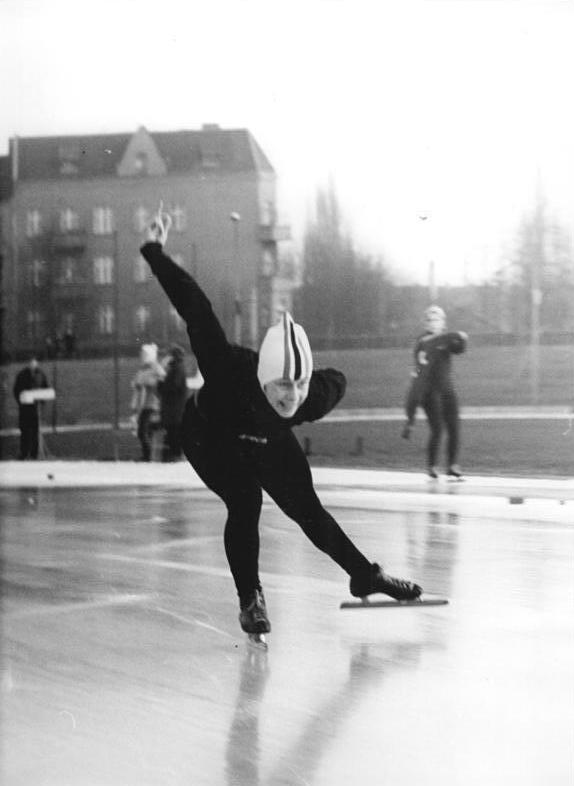
November 1970: Eisschnelllaufen der DDR-Spitzenklasse auf der 400-m-Bahn im Berliner Sportforum.
Über 1000 m der Damen erreichte Ruth Schleiermacher eine Zeit von 1:36,0 min.

## Erfolge (Auswahl)
- Ihre beste Platzierung bei Olympischen Spielen war ein 8. Platz über 1500 Meter in 2:27,10 Minuten in Grenoble.
- Am 4. Februar 1969 wurde sie in Davos Weltmeisterin über 500 m in der Weltrekordzeit von 44,60 Sekunden.
- Bei den Allround-Weltmeisterschaften 1969 errang sie einen 4. Platz im Mini-Vierkampf.
- Im Jahr 1971 siegte sie bei den Sprintweltmeisterschaften (Sprintvierkampf) in Inzell.
- Zwischen 1968 und 1972 dominierte Ruth Schleiermacher alle DDR-Meisterschaften.